# Marie-Christine Descouard
 (août 2017).
Si vous disposez d'ouvrages ou d'articles de référence ou si vous connaissez des sites web de qualité traitant du thème abordé ici, merci de compléter l'article en donnant les références utiles à sa vérifiabilité et en les liant à la section « Notes et références ».
Marie-Christine Descouard est une actrice et écrivaine française, née en 1948[réf. nécessaire].

## Biographie
Marie-Christine Descouard a suivi l'enseignement théâtral de Tania Balachova, à Paris, et précédemment d'Alessandro Fersen, à Rome (travail de Grotowski). Elle joue dans la troupe du Café de la Gare de 1973 à 1981, puis Jean Rochefort lui propose le rôle féminin de sa première mise en scène, au Théâtre Hébertot, L'étrangleur s'excite, d'Éric Naggar. La pièce est retransmise à la télévision en 1982, elle y partage les planches avec Jean-Pierre Marielle.
Côté cinéma, elle obtient en 1981 un premier rôle dans Le roi des cons, de Claude Confortès, où elle joue avec Francis Perrin ; puis Georges Lautner l'engage pour Le Professionnel avec Jean-Paul Belmondo dans le rôle de Doris Frederiksen. Grâce à Lautner, elle retrouve Belmondo en 1984 dans Joyeuses Pâques. Un an avant, Alain Delon lui demande de jouer dans Le Battant qu’il réalise.
Après un deuxième film avec Claude Confortès en 1986, elle commence à écrire et interprète un spectacle sur Marie-Madeleine, Le Printemps de la grâce, qui est joué depuis 1991. Les dernières représentations ont eu lieu à Paris en 2011. Une nouvelle date est programmée à la Cathédrale d'Albi en juillet 2018.
Elle a écrit un livre sur le Café de la Gare. L'ouvrage, intitulé Le Café de la Gare, quelle histoire ! est paru en mai 2014 aux éditions Le Cherche-Midi.
Avec Nicole Rieu, elle interprète en 2014 et 2015 un spectacle sur Olympe de Gouges mélangeant chants et textes. Elles continueront à le jouer en France, au gré des lieux et événements qui pourront l'accueillir.
En 2023 sort son nouveau livre, Je ne suis pas là pour longtemps aux éditions Le Lys bleu. Dans ce récit biographique, elle rend hommage à son compagnon Michel Fargeot, décédé prématurément dans les années 80.

## Filmographie

### Cinéma
- 1976 : Le Graphique de Boscop de Sotha et Georges Dumoulin : Marguerite Valence
- 1976 : Le Locataire (The Tenant) de Roman Polanski : une amie de Stella
- 1976 : Andréa d'Henri Glaeser : Jane
- 1977 : Mort d'un pourri de Georges Lautner : une secrétaire de Xavier Maréchal
- 1981 : Le Roi des cons de Claude Confortès : Sophie Labranche
- 1981 : Le Professionnel de Georges Lautner : Doris Frederiksen
- 1983 : Une jeunesse de Moshé Mizrahi : Nicole
- 1983 : Le Battant d'Alain Delon : Clarisse
- 1984 : Joyeuses Pâques de Georges Lautner : Melle Fleury
- 1986 : Paulette, la pauvre petite milliardaire de Claude Confortès : Lola
- 2004 : Une romance italienne (L'amore ritrovato) de Carlo Mazzacurati : Mère de Maria
- 2014 : Avant l'orage de Guillaume Fovet-Camprasse : La Femme (court-métrage)
- 2014 : Un avenir radieux de Xavier Delagnes : Laurence Darabie (court-métrage)
- 2019 : Riquet, le songe de Naurouze de Jean Périssé : Madame Riquet
- 2021 : Climat de Guillaume Fovet Camprasse : La tante (court-métrage)
- Prochainement : « La pluie tombe sur nous tous » de Guillaume Fovet Camprasse : Véronique Colvin (court-métrage)

### Télévision
- 1977 : Un juge, un flic, épisode Le Crocodile empaillé : Renata Viviani (série télévisée)
- 1984 : Billet doux : Cerise (mini-série télévisée)
- 1985 : Les amours des années cinquante, épisode Le dimanche des Rameaux : Berthe (série télévisée)
- 1986 : Le Véto (série télévisée)
- 1988 : Cinéma 16, épisode Paysage d'un cerveau (série télévisée)
- 1990 : Les Mouettes : Charlette (téléfilm)
- 1991 : Nestor Burma, épisode Les cadavres de la plaine Monceau : Agnès de St Yves (série télévisée)
- 1992 : Honorin et la Loreleï : Charlette (téléfilm)
- 1993 : Polly West est de retour : Charlette (téléfilm)

## Théâtre
- 1973 : La Manœuvre dilatoire de Romain Bouteille (troupe du Café de la Gare)
- 1974 : Les Semelles de la nuit de Romain Bouteille (troupe du Café de la Gare)
- 1975 : Le Graphique de Boscop de Sotha (troupe du Café de la Gare)
- 1976 : Petite princesse indécise de Sotha (troupe du Café de la Gare)
- 1977 : Une pitoyable mascarade de Romain Bouteille (troupe du Café de la Gare)
- 1978 : La plus gentille de Romain Bouteille (Théâtre de l'Atelier)
- 1979 : La Dame au slip rouge de Romain Bouteille (troupe du Café de la Gare)
- 1979 : Le Philanthrope de Christopher Hampton (mise en scène de Michel Fagadau)
- 1980 : Les Robots ne sont pas méchants de Sotha (troupe du Café de la Gare)
- 1981 : Le Grand Vide sanitaire de Romain Bouteille (troupe du Café de la Gare)
- 1982 : L'étrangleur s'excite d'Eric Naggar (mise en scène de Jean Rochefort) : Georgetta Cornflakes
- 1991 : Pleins feux de Mary Orr (mise en scène de Eric Civanyan)
- 1991-2011 : Le Printemps de la grâce de Marie-Christine Descouard [3]
- 2003 : Elles sont toutes folles de Sylvaine Jaoui (mise en scène de Carole Jolinon)
- 2014-2015: Olympe, réveille-nous ! avec Nicole Rieu (Théâtre Essaïon, Paris)

## Publication
- 2014 : Le Café de la Gare, quelle histoire ! (éditions Le Cherche midi)